# 清代經學
清代經學主要關注在文字學、聲韻學、訓詁學、校勘學（或稱為校讎學）上的研究，對於義理的探討比較少見。

## 清初學術風氣
有清一代學術始於明末對於理學末流的反動，明末清初學者對於明代政治腐敗、學術沒落提出了許多見解，其中顧亭林提出了反本歸源的看法：「古今安得別有所謂理學者？經學即理學也。」（出自全紹衣的《亭林先生神道表》），他在《與施愚山書》中就曾經說過：「古之所謂理學，經學也。」試圖回覆經學研究，使得理學不至於流於空談心性，他的著作開了之後清朝對於訓詁考據研究的先河。
顏習齋則更進一步抨擊宋代理學，認為「好讀作、損精神」，強調對於禮制的操行，他的弟子李恕谷說得更為明確：「聖道惟禮可以盡之。」（顏氏學記）顏李學派便為考定禮制之濫觴。
即使是史學大家黃梨洲也認為：「受業者必先窮經。」（出自全紹衣的《梨洲先生神道表》）但他主張調和經史的精神，由於清代的政治迫害而不能彰顯，清代學術最終還是鑽入了故紙堆中，決口不談義理。

## 清代重要經學家
- 顧亭林
- 黃梨洲
- 閻百詩
- 胡東樵

- 顏李學派：
  - 顏習齋
  - 李恕谷

- 浙東學派：
  - 萬季野
  - 全紹衣
  - 章實齋

- 蘇州學派（即吳派、吳中學派）：
  - 惠定宇
  - 江子屏

- 徽州學派：
  - 江慎修
  - 戴東原
  - 段茂堂
  - 王石臞
  - 王曼卿

- 阮伯元
- 焦理堂